# Nasaan Ka Elisa?
Nasaan Ka Elisa? é uma telenovela filipina exibida em 2012 pela ABS-CBN. Foi protagonizada por Melissa Ricks, Albert Martinez e Agot Isidro, y com atuação antagônica de Vina Morales. É um remake da telenovela chilena ¿Dónde está Elisa? pela TVN em 2009 (mais tarde refeito nos Estados Unidos pela Telemundo em 2010).

## Elenco
- Melissa Ricks - Elisa Altamira
- Albert Martinez - Mariano Altamira
- Agot Isidro - Dana Altamira
- Vina Morales - Cecilia "Cecile" Altamira-de Silva
- Mickey Ferriols - Viviana "Vivian" Altamira-Rincon
- Eric Fructuoso - Bruno de Silva
- Joem Bascon - Cristobal Rivas
- Desiree del Valle - Giselle Santillian
- Allen Dizon - Nicolas "Nick" Perez
- Christopher Roxas - Jose Angel "Joey" Rincon
- Franco Daza - Santi Rincon
- Aldred Gatchalian - Edward Caceres
- Isabella de Leon - Christina "Chrissy" Altamira
- Alexa Ilacad - Ella Altamira